# Habkern
Habkern ist eine politische Gemeinde im Verwaltungskreis Interlaken-Oberhasli des Kantons Bern in der Schweiz.
Neben der Einwohnergemeinde existiert eine evangelisch-reformierte Kirchgemeinde unter diesem Namen.

## Name
Der Name Habkern bildet sich aus dem althochdeutschen Gattungswort habuh (Habicht, Sperber, Falken) und der Endung ‑arra (bedeutet das etwas in grosser Zahl vorkommt). Habkern ist also «der Ort, an dem es viele Habichte gibt».

## Geographie
Habkern liegt im Berner Oberland an der Grenze zum Emmental, welche vom Hohgant gebildet wird. Die Nachbargemeinden von Norden beginnend im Uhrzeigersinn sind Schangnau, Flühli im Kanton Luzern, Oberried am Brienzersee, Niederried bei Interlaken, Unterseen, Beatenberg und Eriz. Der Ort besteht aus den Bäuerten Bohlseiten, Bort, Schwendi und Mittelbäuert, dem eigentlichen Dorfkern. Im Untergrund der Gemeinde befindet sich die Siebenhengste-Hohgant-Höhle. Oberhalb von Habkern-Bolsite liegt das Augstmatthorn.
Im Lombachtal in der Nähe von Habkern liegt der Luegibodenblock, der grösste Findling der Schweiz.

## Geschichte

Luftbild von Werner Friedli (1952)

1275 wurde Habcherron erstmals erwähnt, als König Rudolf mit Freiherr von Eschenbach einen Tausch vornahm. 1308 nach der Ermordung von König Albrecht I. von Habsburg fiel der Flecken an Habsburg-Österreich und später an das Kloster Interlaken. Die Bewohner Habkerns litten unter Raubzügen der Unterwaldner, dies besonders 1342; sie erhoben sich 1348 bis 1349 gegen das Kloster und gehörten 1445 dem Bösen Bund der Oberländer an. Die Reformation wurde 1528 nach nur kurzem Widerstand eingeführt, Habkern wurde Goldswil weggenommen und der Kirchgemeinde Unterseen zugeteilt; diese kam 1529 zur Landvogtei Interlaken. Ab 1538 wurde einmal pro Monat in Habkern ein evangelisch-reformierter Gottesdienst gefeiert, 1565 eine Filialkirche eingerichtet. Mit dem Kirchenneubau 1666 wurde Habkern eine selbstständige evangelisch-reformierte Kirchgemeinde.
Alpwirtschaft mit Hartkäseproduktion und Viehexport waren seit dem Mittelalter Hauptarbeit und gute Einnahmequelle. Die Glashütte im Harzersboden trug 1720 bis 1778 zur Entwaldung des Gebiets bei, es folgte im 19. Jahrhundert die Milchzuckersiederei. 1828 erhielt Habkern erstmals eine befahrbare Strasse von Unterseen her, aber auch diese konnte Armut und Abwanderung Ende des 19. Jahrhunderts ins Unterland oder ins Ausland nicht verhindern, weil neue Methoden wie Pasteurisierung und Kühlung in der Milchverarbeitung die internationale Bedeutung des Hartkäses schmälerten.

## Politik
Die Exekutive der Gemeinde Habkern, der Gemeinderat, besteht aus neun Mitgliedern. Gemeindepräsident ist Christoph Häni (HAZU, Stand 2025).

## Bilder

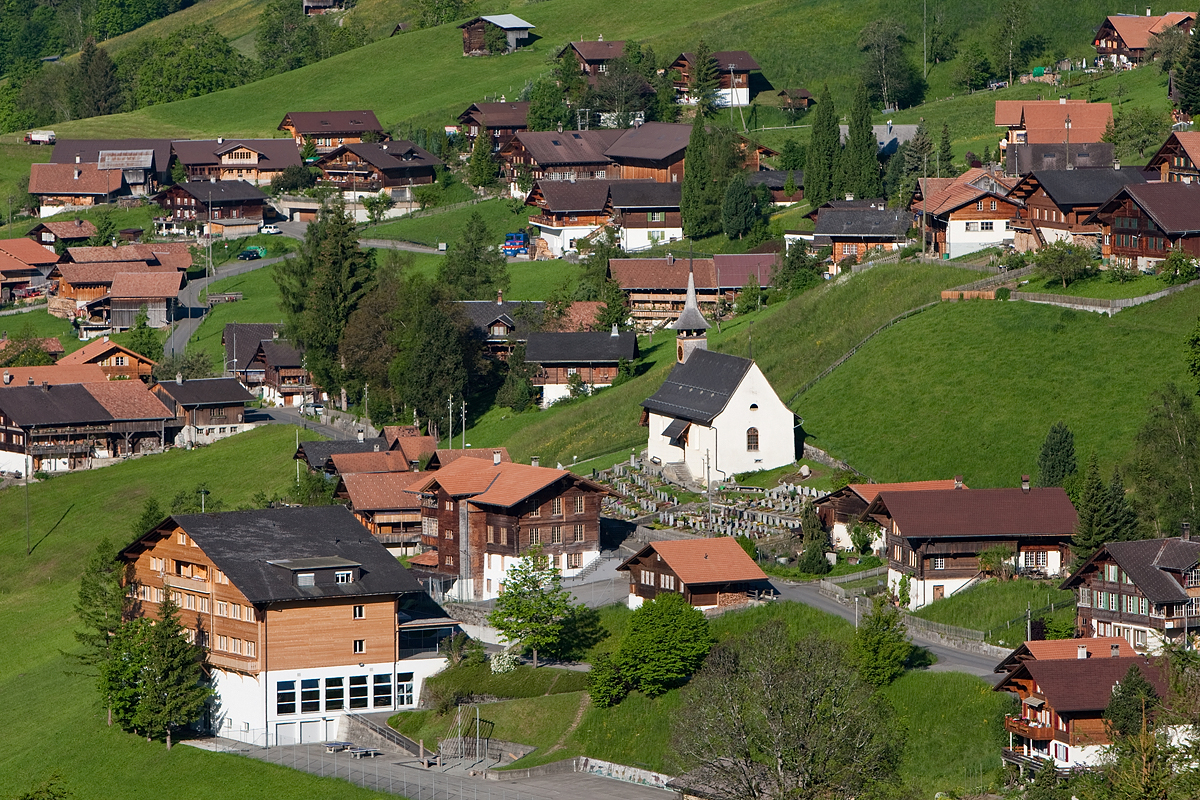
Mittelbäuert (Schulhäuser)
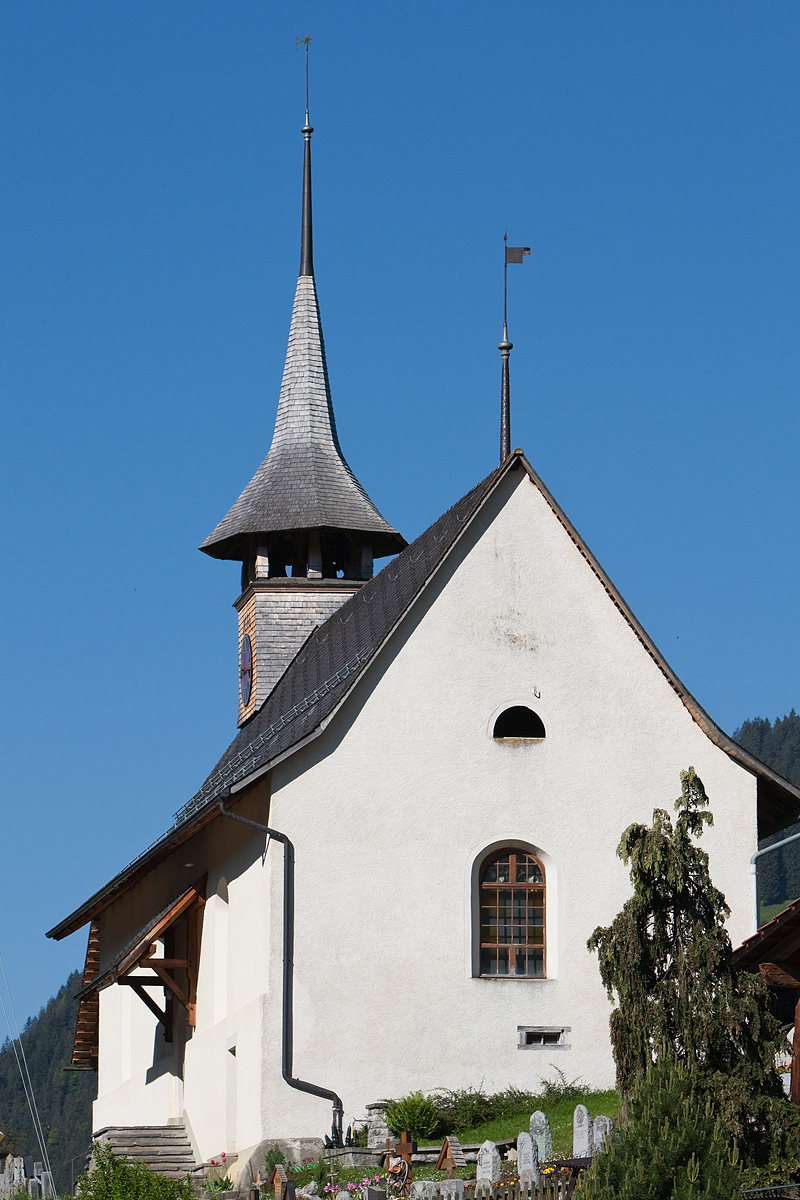
Kirche
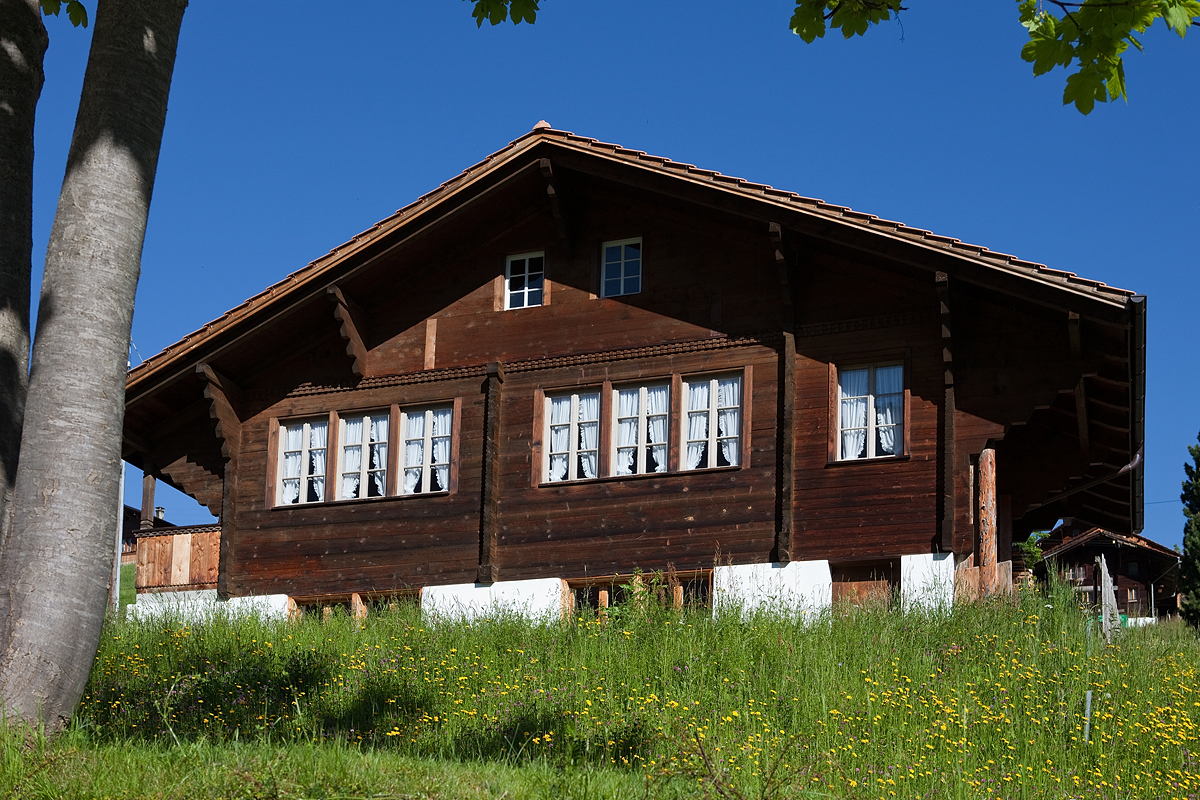
Kirchgemeindehaus
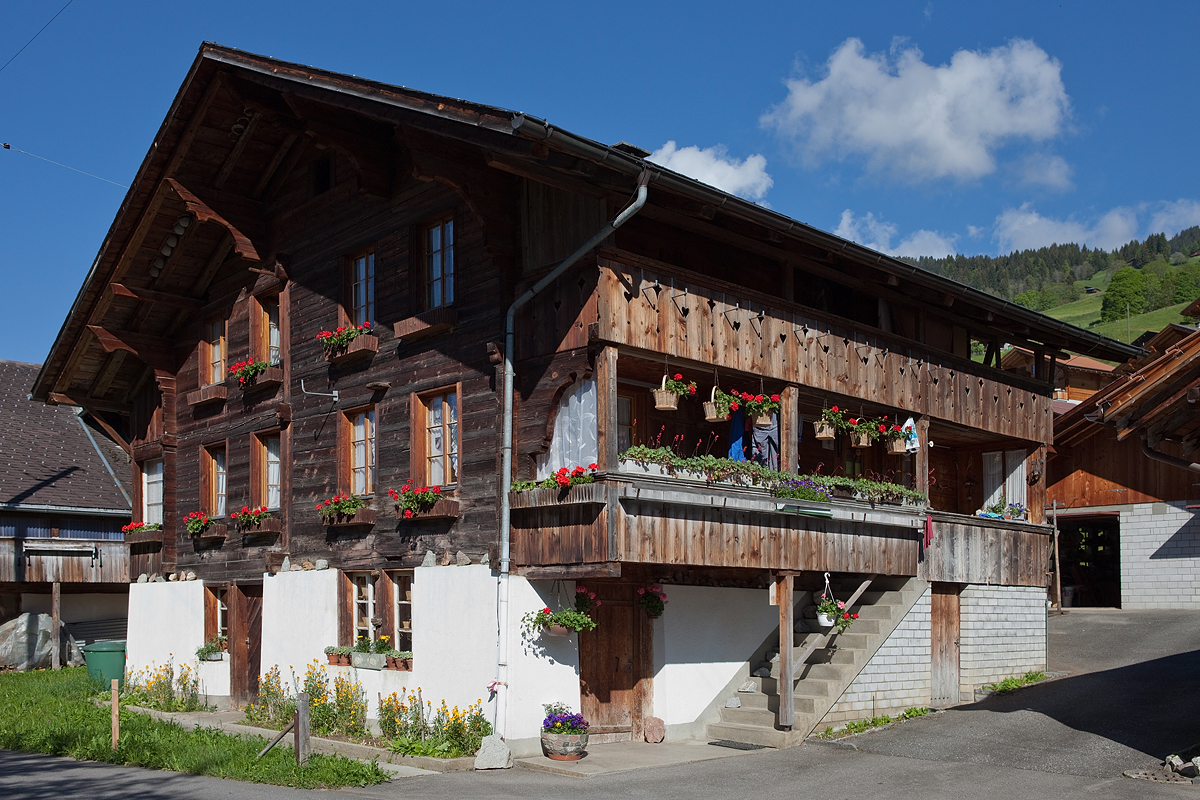
Matte
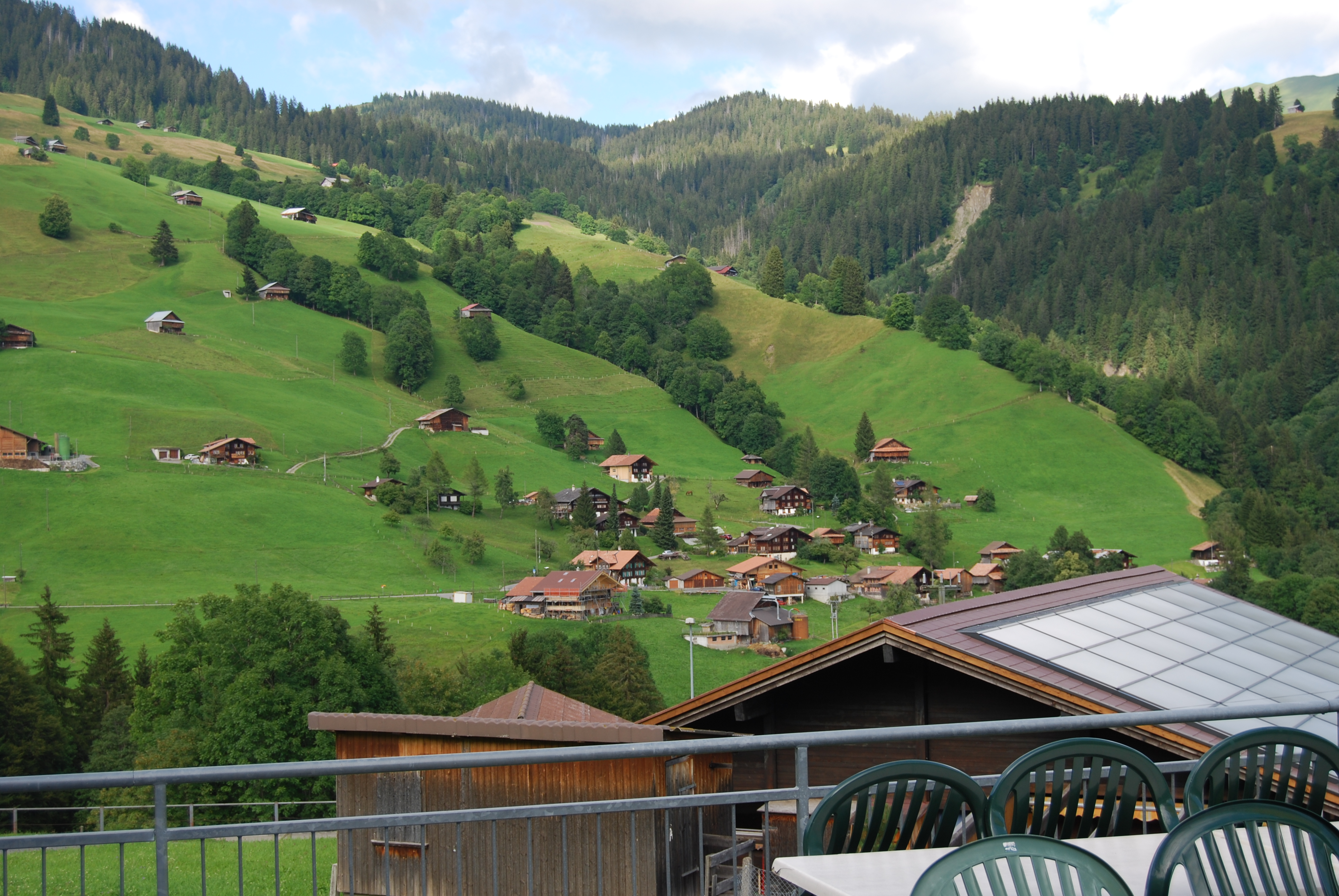
Bolseiten
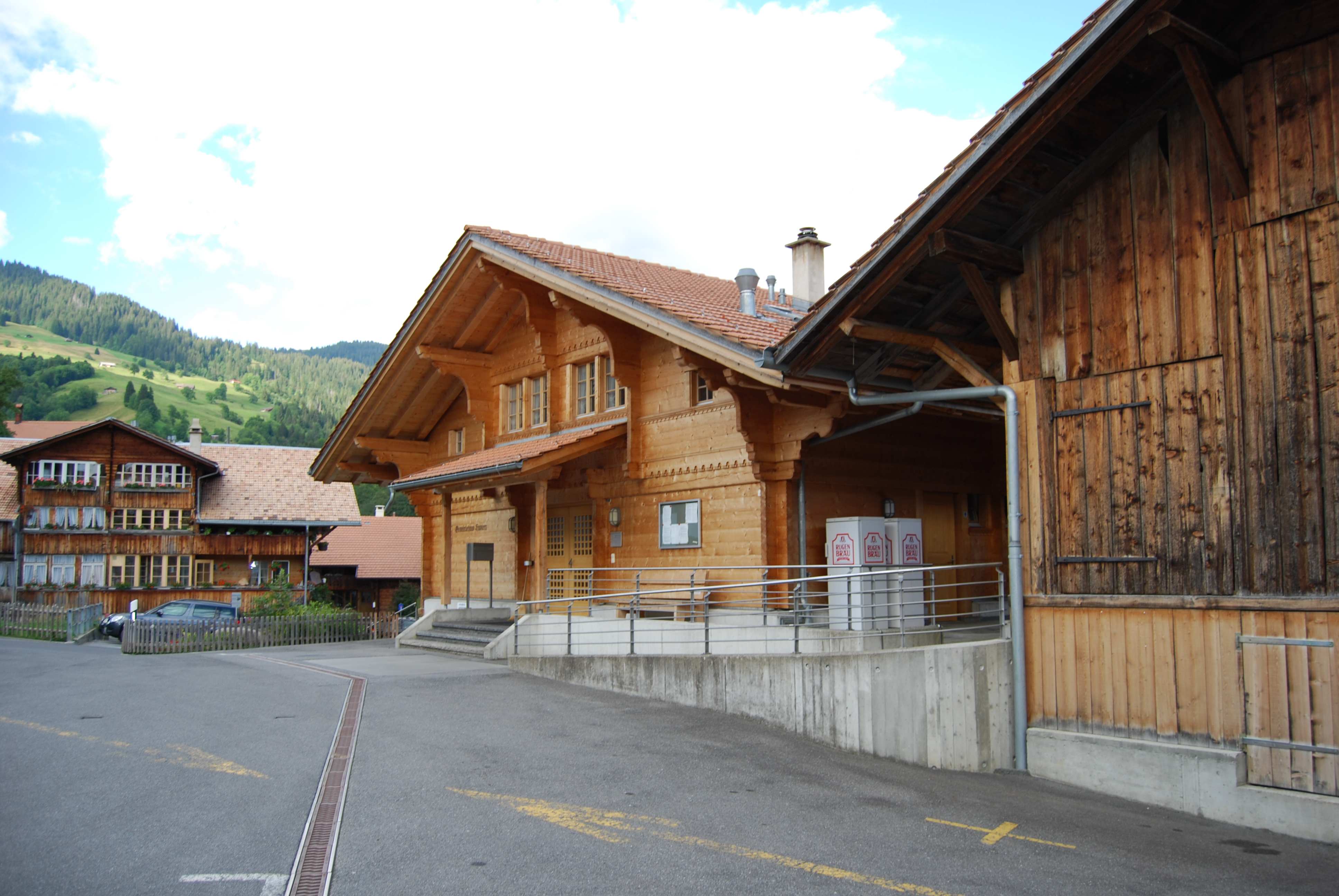
Mittelbäuert

## Bevölkerung
| Bevölkerungsentwicklung | Bevölkerungsentwicklung | Bevölkerungsentwicklung | Bevölkerungsentwicklung | Bevölkerungsentwicklung | Bevölkerungsentwicklung | Bevölkerungsentwicklung | Bevölkerungsentwicklung | Bevölkerungsentwicklung | Bevölkerungsentwicklung | Bevölkerungsentwicklung | Bevölkerungsentwicklung | Bevölkerungsentwicklung | Bevölkerungsentwicklung |
| ----------------------- | ----------------------- | ----------------------- | ----------------------- | ----------------------- | ----------------------- | ----------------------- | ----------------------- | ----------------------- | ----------------------- | ----------------------- | ----------------------- | ----------------------- | ----------------------- |
| Jahr                    | 1764                    | 1850                    | 1880                    | 1900                    | 1930                    | 1950                    | 1960                    | 1970                    | 1980                    | 1990                    | 2000                    | 2017                    | 2023                    |
| Einwohner               | 365                     | 724                     | 839                     | 781                     | 678                     | 671                     | 625                     | 651                     | 580                     | 608                     | 624                     | 640                     | 617                     |

## Wirtschaft
Berglandwirtschaft und sanfter Tourismus sind die wichtigsten Erwerbszweige Habkerns. 2018 gab es noch ungefähr 55 Bauernbetriebe, die mit 1400 Stück Vieh im Sommer sechs Alpen mit 20 Sennereien bestossen. Die zwei Gastbetriebe, vier Massenlager und etwa 40 Ferienwohnungen generierten 2017 16'000 Logiernächte pro Jahr. Wandertouristen und Einheimische nutzen die stündliche Postautoverbindung mit Interlaken und Skifahrer den einen Skilift. Das Unternehmen Bernatone fertigt Alphörner.